# ジェニー・オーガスタ・ブランズクーム
ジェニー・オーガスタ・ブランズクーム（Jennie Augusta Brownscombe、1850年12月10日 - 1936年8月5日）はアメリカ合衆国の画家、版画家、イラストレーターである。

## 略歴
ペンシルベニア州、ウェイン郡のオネスデール(Honesdale)の農家に生まれた。父親は1840年頃にイギリスから移民としてアメリカに移ってきた人物であるが、母親は1630年にメイフラワー号で入植した家族の末裔で 、ジェニーは後に、米国独立戦争当時の精神を継承しようとする女性団体「ドーターズ・オブ・アメリカン・リボリューション」(Daughters of the American Revolution)や「歴史・景勝地保存会」(Historic and Scenic Preservation Society)の会員として活動した。
18歳で父親が亡くなった後、美術の世界で生活するために、1871年にニューヨークに移り、ドイツ出身の画家、ヴィクター・ネーリク(Victor Nehlig)に学び、クーパー女子美術学校(Cooper Institute School of Design for Women)を1872年に卒業した。ナショナル・アカデミー・オブ・デザインでレミュエル・ウィルマースに2年間学んだ後、ウィルマースらが設立したアート・スチューデンツ・リーグ・オブ・ニューヨークに移った。

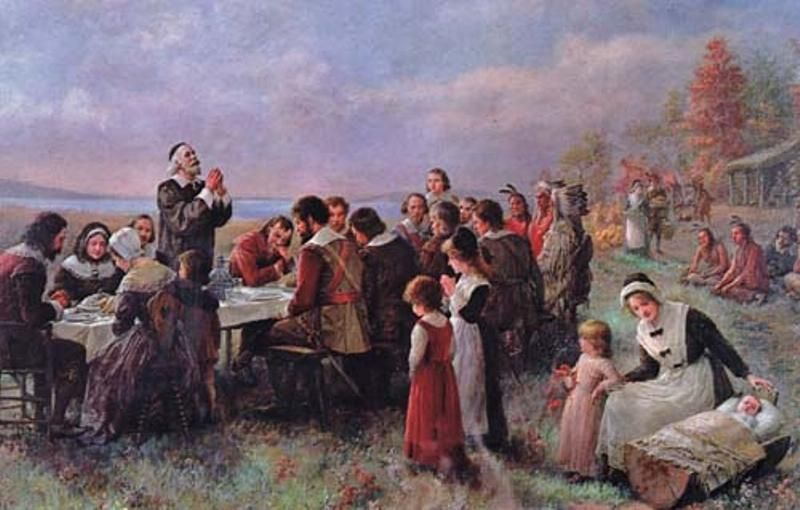
「プリマスでの最初の感謝祭」（1914)

新聞に挿絵や美術に関する短い記事を提供するようになり、アート・スチューデンツ・リーグで教えた。1878年から1881年まではナショナル・アカデミー・オブ・デザインに戻り、アカデミーでいくつかの賞を受賞した。パリで学び、ブルターニュで活動していたアメリカ人画家、ヘンリー・モスラーのスタジオでも学んだ。
多くのイギリス植民地時代から独立戦争までのアメリカの歴史を題材に描き、作品には、マサチューセッツ州プリマスのピルグリム・ホール博物館（Pilgrim Hall Museum）に収蔵されている「プリマスでの最初の感謝祭」 などがある。彼女の作品をもとに多くの複製画やグリーティング・カードが販売された。ワシントンD.C.の国立女性美術館にも作品は展示されている。
生涯、結婚しなかった。1885年にローマで、25歳年上のアメリカの画家ジョージ・ヘンリー・ホールと知り合い、ホールから指導を受け、ニューヨーク州グリーン郡のホールのスタジオで活動し、1913年にホールが亡くなった後、ホールの邸を贈られた。

## 作品

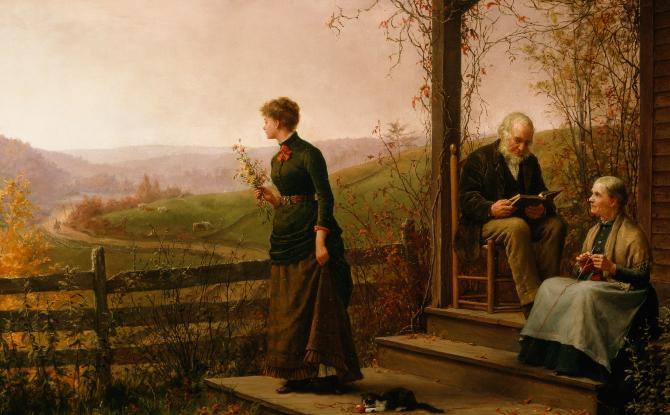
Love’s Young Dream, 1887)
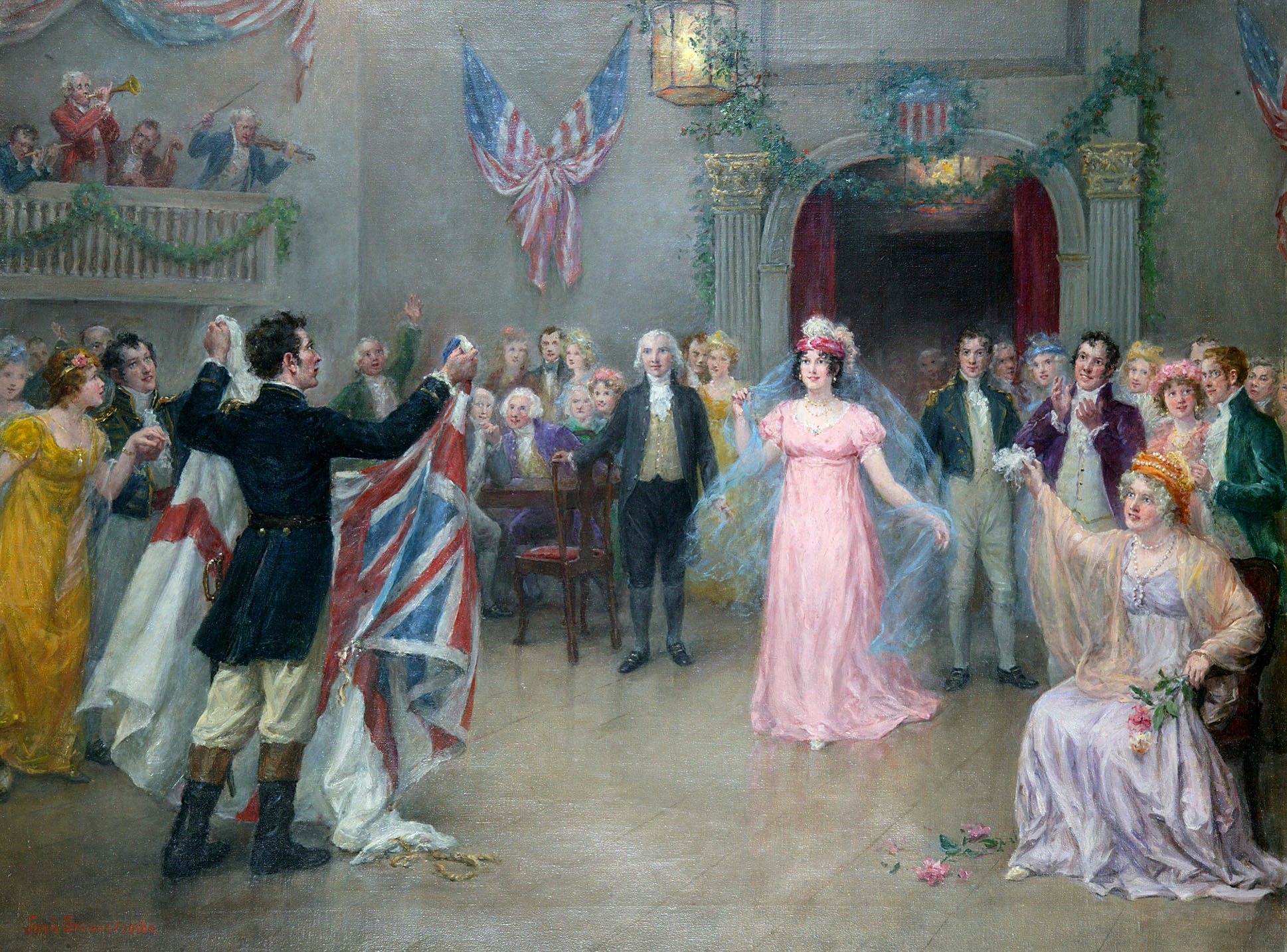
「クラニー島の戦いの後の舞踏会」(1910)
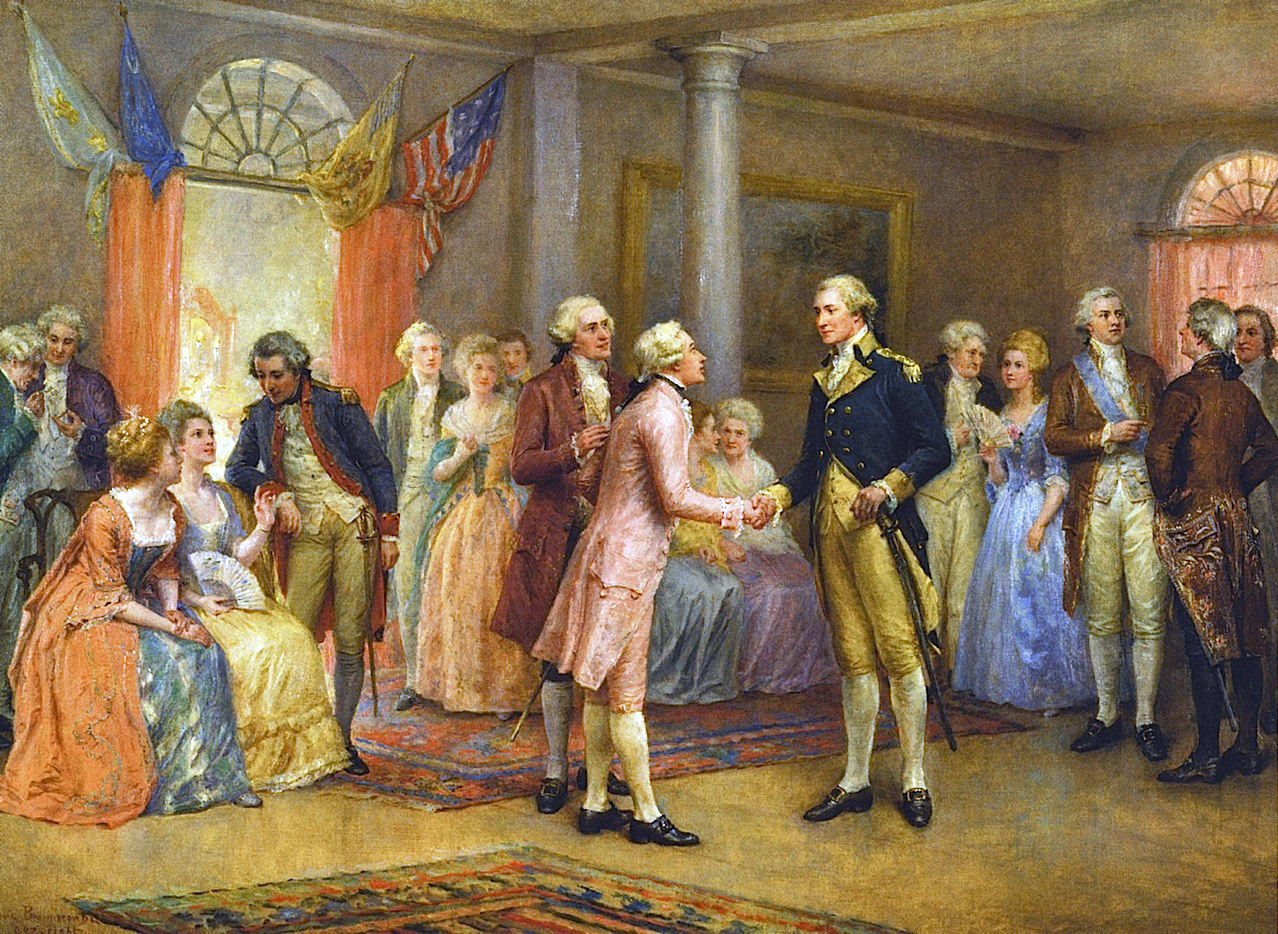
ラファイエットと挨拶するワシントン